# Soupha
Soupha is een kevergeslacht uit de familie van de boktorren (Cerambycidae). De wetenschappelijke naam van het geslacht werd voor het eerst geldig gepubliceerd in 1963 door Breuning.

## Soorten
Soupha is monotypisch en omvat slechts de volgende soort:
- Soupha nouvongi Breuning, 1963